# Малинина, Прасковья Андреевна
Праско́вья Андре́евна Мали́нина (28 октября [10 ноября] 1904, Саметь, Костромская губерния — 7 апреля 1983, Саметь, Костромская область) — новатор колхозного производства, председатель колхоза «12-й Октябрь» Костромского района. Дважды Герой Социалистического Труда (1948, 1974), кавалер шести орденов Ленина, лауреат Сталинской премии (1951). Родная сестра Героя Социалистического Труда Евдокии Курдюковой.

## Биография
Родилась 28 октября (10 ноября) 1904 года в селе Саметь (ныне — в Костромском районе Костромской области) в крестьянской семье. Русская. Семья была бедная, и в шесть лет девочку отдали в няньки. Окончила только три класса сельской школы. В 1914 году отец ушёл на фронт, и чтобы помочь матери, ей пришлось идти батрачить.
Когда в 1929 году в селе Саметь организовывали колхоз, одна из первых вступила в новое хозяйство. Была заведующей чайной, позднее перешла на ферму дояркой. С 1935 года стала бригадиром, а в 1937 году — заведующей молочнотоварной фермой.
С 1951 года до конца жизни — председатель колхоза «12-й Октябрь» Костромского района.
Член ВКП(б) с 1942 года. Была делегатом XIX, XX, XXII и XXIII съездов КПСС, депутат Верховного Совета РСФСР 2—7 созывов, участницей рабочего жюри Всесоюзного телефестиваля «Песня-74». Именно с её подачи пошёл в народ призыв к артистам эстрады: «Приезжайте к нам в колхоз».
Скончалась 7 апреля 1983 года. Похоронена на кладбище села Саметь.

## Рекорды руководимого Малининой колхоза
В августе 1939 года в Москве открылась ВСХВ, и саметская ферма была её участницей. С отобранными коровами-рекордистками в столицу поехала заведующая фермой Малинина, вернувшись с дипломом 1-й степени. Была она участником выставки и в 1940 году и вновь получила диплом 1-й степени.
В военные годы колхозники сумели не только сохранить поголовье скота, но и значительно увеличили надои. И заслуга в этом была заведующей фермой Малининой. По её инициативе коров стали кормить картофелем. Опытная корова к концу недели стала давать в день по 28 литров, а на следующий год за триста дней надоили от неё 5080 литров молока. С того времени в рацион всех высокоудойных коров ввели большое количество картофеля. В результате всех принятых мер уже в 1943 году на ферме надаивали в среднем на одну фуражную корову по 14,5 литра молока.
Слава о саметском стаде шагнула далеко за пределы области, около 4 тысяч килограммов молока в год получали здесь от каждой коровы. Достижениями костромских животноводов заинтересовались. В колхоз «XII Октябрь» приехала даже специальная комиссия во главе с заместителем наркома земледелия СССР И. А. Бенедиктовым.
Надой на фуражную корову составил (в кг):
- 1946 год — 3644 (96 коров),
- 1969 год — 4223 (265 коров),
- 1970 год — 3937 (265 коров),
- 1971 год — 3785 (300 коров),
- 1972 год — 3344 (314 коров).

За время руководства хозяйством на протяжении почти 30 лет, вывела его на лидирующие позиции не только в масштабах области. Урожай картофеля 250 центнеров с гектара, овощей — 500 центнеров. Именно в этом колхозе появились первые картофелеуборочные комбайны, первые доильные аппараты и первые теплицы. Надои молока в хозяйстве составили по 5000 килограммов на корову.
Самое непосредственное участие приняла Малинина в создании новой — костромской породы крупного рогатого скота, выведенной в хозяйствах Костромского района. Созданием новой породы занималось ордена Ленина племсовхоз «Караваево» (здесь было ведущее селекционное стадо) и колхоз «XII Октябрь» (основные племенные стада). По свидетельству современников, именно она настояла на таком названии породы. 27 ноября 1944 года приказом по Народному комиссариату земледелия СССР вновь выведенной породе крупного рогатого скота было присвоено наименование «костромская». Костромская порода помогла поднять на небывалую доселе высоту надои.
За самоотверженную работу по выведению новой породы скота 16 колхозников «XII Октября» были удостоены звания Героя Социалистического Труда.

## Награды и звания
- дважды Герой Социалистического Труда (23 июля 1948, 6 ноября 1974)[источник не указан 1573 дня]
- шесть орденов Ленина (1 июня 1945, 23 июля 1948, 4 июля 1949, 13 декабря 1950, 26 августа 1953, 6 ноября 1974)[1]
- два ордена Трудового Красного Знамени (23 июня 1947, 17 сентября 1951)[1]
- медали СССР[1]
- медали ВСХВ и ВДНХ, в том числе большая золотая и золотая[1]
- Сталинская премия третьей степени (1951) — за разработку и внедрение в производство комплекса с/х машин и орудий для механизации трудоёмких работ по возделыванию кок-сагыза на торфяных почвах[1].

## Память
- бюст в селе Саметь в честь Прасковьи Малининой[2]
- мемориальная доска на доме, где она жила
- улица в селе названа её именем[3]
- c 2004 года в Костромской области утверждены именные стипендии имени П. А. Малининой: три — для студентов Костромской государственной сельскохозяйственной академии и две — для студентов средних специальных учебных заведений.
- Прасковья Малинина упоминается в гимне Костромского района[4]:

Гордая поступь Пожарского, Минина

В наших великих живёт земляках!

Штеймана дело и имя Малининой

Славой овеяно будет в веках!

### Фильмография
- 1951 — «Живой пример» — научно-популярный фильм студии «Леннаучфильм», реж. Мария Багильдз и Лазарь Анци-Половский[5].
- 1976 — «Председатель Малинина» — документальный фильм Ленинградской студии документальных фильмов, реж. Николай Обухович[6].